# Valadon (cràter)
Valadon és un cràter d'impacte en el planeta Venus de 25,2 km de diàmetre. Porta el nom de Suzanne Valadon (1865-1940), pintora francesa, i el seu nom va ser aprovat per la Unió Astronòmica Internacional el 1994.